# Britta Röstlund
Britta Helena Röstlund, född 28 augusti 1975 i Täby församling i Stockholms län, är en svensk författare bosatt i Paris.
Britta Röstlund är uppvuxen i Täby och utbildad samtalsterapeut. Hon har även studerat konstvetenskap vid Stockholms universitet och vid La Sorbonne i Paris. Hon flyttade 2001 till Paris där hon arbetade som frilansjournalist och som chefredaktör för tidningen tête à tête.
Britta Röstlund debuterade 2016 som romanförfattare med boken Vid foten av Montmartre vid Norstedts förlag. Rättigheterna till boken har sålts till tretton länder.
Våren 2019 kom hennes andra roman Där solen går upp i väster (Norstedts förlag)
Våren 2023 kom hennes tredje roman Notre-Dames alla nycklar (Norstedts förlag)